# Combretum fulvum
Combretum fulvum là một loài thực vật có hoa trong họ Trâm bầu. Loài này được Keay mô tả khoa học đầu tiên năm 1950.